# Präsidentschafts- und Parlamentswahl in Honduras 2009
Die Präsidentschafts- und Parlamentswahl in Honduras 2009 fand am 29. November statt. Bei ihr wurden der Präsident der Republik und die Mitglieder des Nationalkongress gewählt.

## Ergebnis

### Präsidentschaftswahl
| Kandidaten                        | Parteien                                | Stimmen   | %    |
| --------------------------------- | --------------------------------------- | --------- | ---- |
| Porfirio Lobo Sosa                | Partido Nacional de Honduras            | 1.213.695 | 56,6 |
| Elvin Santos                      | Partido Liberal de Honduras             | 817.524   | 38,1 |
| Bernard Martínez Valerio          | Partido de Innovación y Unidad          | 39.960    | 1,9  |
| Felicito Ávila                    | Partido Demócrata Cristiano de Honduras | 38.413    | 1,8  |
| César David Adolfo Ham Peña       | Partido Unificación Democrática         | 36.420    | 1,7  |
| Gesamt                            | Gesamt                                  | 2.146.012 | 100  |
|                                   |                                         |           |      |
| Ungültige Stimmen                 | Ungültige Stimmen                       | 154.044   | 6,7  |
| Wähler                            | Wähler                                  | 2.300.056 | 49,9 |
| Wahlberechtigte                   | Wahlberechtigte                         | 4.611.211 |      |
|                                   |                                         |           |      |
| Quellen: TSE, Kandidaten – Wähler |                                         |           |      |

### Parlamentswahl
| Listen                                       | Stimmen    | %    | Mandate |
| -------------------------------------------- | ---------- | ---- | ------- |
| Partido Nacional de Honduras                 | 8.561.577  | 53,4 | 71      |
| Partido Liberal de Honduras                  | 4.937.995  | 30,8 | 45      |
| Partido de Innovación y Unidad               | 1.031.218  | 6,4  | 3       |
| Partido Demócrata Cristiano de Honduras      | 782.551    | 4,9  | 5       |
| Partido Unificación Democrática              | 723.744    | 4,5  | 4       |
| Movimiento Independiente Popular Progresista | 3.545      | 0,0  | –       |
| Gesamt                                       | 16.040.630 | 100  | 128     |
|                                              |            |      |         |
| Quelle: TSE                                  |            |      |         |